# Eparchie Bijnor
Die Eparchie Bijnor (lateinisch Eparchia Biinorensis) ist eine Eparchie der mit der römisch-katholischen Kirche unierten syro-malabarischen Kirche in Indien. Es ist eine Suffragandiözese des Erzbistums Agra.
Die Eparchie besteht aus den Distrikten Bijnor (ohne Dhampur), Pauri Garhwal, Rudraprayag, Tehri Garhwal, Chamoli, Uttarkashi und Teilen von Haridwar.

## Geschichte
Am 23. März 1972 wurde die Apostolische Exarchie Bijnor durch die päpstliche Bulle Beatorum Apostolorum aus Gebieten des Bistums Meerut errichtet und der Obhut der Carmelites of Mary Immaculate übergeben. Am 26. Februar 1977 erfolgte die Erhebung zur Eparchie durch die päpstliche Bulle Quae cum Romano Pontificatu. Erster Bischof wurde der bisherige Exarch Gratian Mundadan.

## Bischöfe der Eparchie Bijnor
- Gratian Mundadan CMI, 1972–2009
- John Vadakel CMI, 2009–2019
- Vincent Nellaiparambil, seit 2019